# グイド・ボナッティ
グイド・ボナッティ（Guido Bonatti, ? - 1300年頃）は、イタリアの占星術師。都市フォルリの生まれで、当時ボローニャ大学にあった占星術学部の教授を務めていた。
著作『リベール・アストロニア』（ラテン語）は、13世紀に書かれた重要な占星術書といわれている。
神学者ではないが、ダンテもイスラム科学をキリスト教徒が使うことには批判的で、その影響を強く受けた占星術にも同様に批判的だった（彼は『神曲』の中で13世紀の代表的な占星術師グイド・ボナッティとマイケル・スコットを地獄に落としている）。